# سعید عویطه
سعید عویطه (به عربی: سعید عویطَة؛ زادهٔ ۲ نوامبر ۱۹۵۹) یک دوندهٔ بازنشستهٔ دو استقامت و دو نیمه‌استقامت اهل مراکش است. سعید عویطه از بزرگان تاریخ دو و میدانی جهان است. او پیشتر، رکورددار جهان در چند مادهٔ استقامت و نیمه‌استقامت بود. سعید عویطه، در سال‌های ۱۹۸۵ و ۱۹۸۷، دو بار رکورد جهانیِ ۵۰۰۰ متر را شکست. همچنین، در میانهٔ سال‌های ۱۹۸۵ تا ۱۹۸۹، یعنی اوج دوران قهرمانی‌اش، رکورد جهانیِ دوهای ۱۵۰۰ متر، ۲۰۰۰ متر، ۳۰۰۰ متر و دو دو مایل را در اختیار داشت. وی جزو نخستین قهرمانان ورزشیِ عرب در آوردگاه‌های جهانی بود.